# Sébastien Haller
Sébastien Romain Teddy Haller (Ris-Orangis, 22. lipnja 1994.) nogometaš je koji igra na poziciji napadača. Trenutačno igra za Utrecht i nogometnu reprezentaciju Obale Bjelokosti. Tijekom svoje omladinske karijere nastupao je za Francusku.

## Rani život
Haller je rođen u mjestu Ris-Orangis. Otac mu je iz Francuske, a majka iz Obale Bjelokosti.

## Klupska karijera

### Auxerre
Za francuski drugoligaški klub Auxerre debitirao je 27. srpnja 2012. te je pritom upisao svoju prvu asistenciju u ligaškoj utakmici protiv Nîmesa. U natjecanju Coupe de la Ligue debitirao je 7. kolovoza protiv Amiensa koji je izgubio utakmicu 1:2. Svoj prvi gol za klub postigao je 1. ožujka 2013. u ligaškom susretu u kojem je Auxerre izgubio 1:2 od Arlésiena. Sedam dana kasnije postigao je gol i asistenciju u ligaškom susretu protiv Le Havrea koji je završio 4:1. Prvi gol u Coupe de la Ligueu postigao je 6. kolovoza protiv kluba Stade Brestois 29 koji je poražen 1:4. Jedinu utakmicu u Coupe de Franceu odigrao je 12. veljače 2014. kada je njegova momčad izgubila 0:1 od Rennesa.

### Utrecht

#### Sezona 2014./15.
Dana 24, prosinca 2014. objavljeno je da je Auxerre posudio Hallera nizozemskom klubu Utrechtu do kraja sezone. Za Utrecht je debitirao 18. siječnja 2015. u ligaškoj utakmici protiv Heerenveena od kojeg je Utrecht izgubio 1:2. Svoja prva četiri gola za klub postigao je 15. veljače u ligaškom susretu protiv Dordrechta koji je završio 6:1. Dana 8. ožujka u ligaškom je susretu postigao dva gola i jednu asistenciju protiv AZ Alkmaara koji je pobijeđen s visokih 6:2. Postigao je jedina dva gola u ligaškoj utakmici odigranoj 25. travnja protiv Go Ahead Eaglesa. Bio je dvostruki asistent u utakmici posljednjeg kola lige odigrane 17. svibnja protiv Vitessea s kojim je Utrecht igrao 3:3. U sezoni 2014./15. postigao je 11 golova i 5 asistencija u 17 nastupa. Na kraju sezone objavljeno je da je Utrecht kupio Hallera od Auxerrea. Klupski navijači izglasali su Hallera za najboljeg igrača Utrechta za sezonu 2014./15.

#### Sezona 2015./16.
Sezonu 2015./16. započeo je s postizanjem dva pogotka 8. kolovoza u utakmici prvog kola lige odigrane protiv Feyenoorda koji je dobio susret 3:2. Dana 23. listopada ponovno je postigao dva pogotka, ovaj put u ligaškoj utakmici protiv Zwollea koji je poražen 1:2. Pet dana kasnije debitirao je u Nizozemskom nogometnom kupu. Tada je Utrecht pobijedio Groningen 5:3 u produžetcima. Dana 29. studenog postigao je dva gola i jednu asistenciju u ligaškoj utakmici protiv kluba Heracles Almelo kojeg je Utrecht pobijedio 4:2. U kupu je 16. prosinca postigao hat-trick protiv kluba Achilles '29 koji je poražen s visokih 0:5. Dana 4. veljače 2016. postigao je gol i asistenciju u utakmici kupa protiv PSV Eindhovena koja je završila 1:3. Postigao je dva gola u ligaškom susretu protiv Excelsiora koji je završio 2:1. S Utrechtom je bio finalist kupa. U sezoni 2015./15. za Utrecht je postigao 24 gola i 6 asistencija u 42 utakmice.

#### Sezona 2016./17.
Dana 27. studenog 2016. postigao je dva gola u ligaškoj utakmici protiv Feyenoorda koja je završila 3:3. Protiv Excelsiora je 4. travnja 2017. postigao gol i asistenciju u ligaškom susretu koji je završio 1:3. Te je sezone za klub postigao 16 golova i 5 asistencija u 39 utakmice.

### Eintracht Frankfurt

#### Sezona 2017./18.
Dana 15. svibnja 2017. Haller je potpisao petogodišnji ugovor s Eintracht Frankfurtom za navodni iznos od sedam milijuna eura. Za novi je klub debitirao 12. kolovoza u utakmici DFB-Pokala protiv TuS Erndtebrücka. Na toj je utakmici postigao jedan gol i dvije asistencije te je time sudjelovao u postizanju jedina tri gola na utakmici. U Bundesligi je debitirao 20. kolovoza u utakmici bez golova odigranoj protiv Freiburga. Svoj prvi gol u tom natjecanju postigao je 20. rujna kada je postigao jedini pogodak na utakmici protiv Kölna. U ligaškom susretu odigranom 14. listopada protiv Hannovera koji je poražen 1:2, Haller je postigao gol i asistenciju. Deset dana kasnije postigao je dva gola u DFB-Pokalu protiv Schweinfurta 05 koji je ispao iz natjecanja izgubivši utakmicu 0:4. U ligaškoj utakmici odigranoj 20. siječnja 2018. protiv Wolfsburga koji je poražen rezultatom 1:3, Haller je postigao jedan gol i asistenciju. S Eintrachtom je osvojio DFB-Pokal, no nije uspio osvojiti DFL-Supercup.

#### Sezona 2018./19.
U utakmici prvog kola Bundeslige odigrane 25. kolovoza 2018. protiv Freiburga, Haller je postigao gol i asistenciju te je time sudjelovao u postizanju oba gola na utakmici. U UEFA Europskoj ligi debitirao je 20. rujna protiv Olympique de Marseillea koji je izgubio utakmicu 1:2. Dana 30. rujna dvaput je asistirao u ligaškoj utakmici protiv Hannovera kojeg je Eintracht Frankfurt dobio 4:1. Postigao je dva gola i dvije asistencije 19. listopada u ligaškom susretu u kojem je Eintracht Frankfurt pobijedio Fortunu Düsseldorf s visokih 7:1. Šest dana kasnije postigao je jednu asistenciju i svoj prvi gol u UEFA Europskoj ligi i to protiv ciparskog kluba Apollon Limassola koji je izgubio utakmicu 2:0. Dana 24. studenog Haller je postigao gol i asistenciju u ligaškom susretu protiv Augsburga koji je završio 1:3. Postigao je dva gola u utakmici šesnaestine finala UEFA Europske lige odigrane 21. veljače 2019. protiv Šahtara iz Donjecka koji je poražen 4:1. Postigao je jedan gol i asistenciju 2. ožujka u ligaškom susretu protiv Hoffenheima koji je poražen 3:2. Devet dana kasnije postigao je dva gola protiv Fortune Düsseldorf koja je izgubila taj ligaški susret 0:3. S Eintrachtom je iz UEFA Europske lige ispao u polufinalu od Chelseaja koji je i osvojio to natjecanje. Tijekom ligaške sezone 2018./19. u kojoj je Eintracht Frankfurt završio sedmi, Haller je u 24 utakmice postigao 19 golova i 5 asistencija, tj. sudjelovao je u postizanju 24 gola. Od Hallera je u toj sezoni Bundeslige jedino Bayernov Robert Lewandowski sudjelovao u postizanju više golova od Hallera i to za pet više.

### West Ham United
Dana 17. srpnja 2019. Haller je potpisao petogodišnji ugovor s West Ham Unitedom za klupsku rekordnu svotu koja je mogla narasti do 45 milijuna funti. Četrnaest dana kasnije Haller je postigao svoj prvi gol za klub u prijateljskoj utakmici u kojoj je West Ham dobio Herthu Berlin 5:3. U Premier ligi je debitirao 10. kolovoza kada je West Ham izgubio 5:0 od prošlosezonskog prvaka Manchester Cityja. U svojoj idućoj utakmici za klub odigranoj četrnaest dana kasnije u ligi protiv Watforda koji je poražen 3:1, Haller je postigao svoja prva dva gola u Premier ligi. U Engleskom liga kupu debitirao je 25. rujna kada je niželigaški klub Oxford United pobijedio West Ham 4:0. U FA kupu debitirao je 5. siječnja 2020. kada je Gillingham poražen 0:2. Svoja prva dva gola u Liga kupu postigao je 15. rujna kada je West Ham United pobijedio Charlton Athletic 3:0. Sedam dana kasnije Haller je u istom natjecanju postigao dva gola i jednu asistenciju protiv Hull Cityja koji je poražen 5:1. Dana 16. prosinca Haller je postigao ligaški gol protiv Crystal Palacea od kojeg je West Ham United izgubio 1:2. Taj je gol proglašen golom mjeseca Premier lige.

### Ajax

#### Sezona 2020./21.
Dana 8. siječnja 2021. Haller je potpisao ugovor s Ajaxom na četiri i pol godina za klupski rekordni iznos od 22,5 milijuna eura (18,8 milijuna funti). Trener Ajaxa je tada bio Erik ten Hag. On je bio trener Utrechta dok je Haller još igrao za taj klub. Za Ajax je debitirao dva dana kasnije kao zamjena te je pritom asistirao za konačnih 2:2 protiv PSV Eindhovena. Četiri dana kasnije u idućoj utakmici za klub postigao je jednu asistenciju i prvi gol za klub i to protiv Twentea koji je poražen 1:3. U kupu je debitirao 20. siječnja u utakmici osmine finala u kojoj je AZ Alkmaar poražen 0:1. U polufinalnoj utakmici kupa odigranoj 10. veljače, Haller je postigao dva gola protiv PSV Eindhovena kojeg je Ajax dobio rezultatom 2:1. Tri dana kasnije postigao je gol i asistenciju u ligaškoj utakmici protiv kluba Heracles Almelo koja je završila 0:2. Osam dana kasnije bio je dvostruki strijelac u ligaškoj utakmici protiv Sparte Rotterdam koja je poražena 4:2. Dana 18. travnja asistirao je za konačnih 2:1 u finalu kupa u kojem je Ajax dobio Vitesse.

#### Sezona 2021./22.
U ligi je 11. rujna 2021. postigao jedina dva gola na utakmici protiv Zwollea. Četiri dana kasnije postigao je četiri gola u svojoj debitantskoj utakmici u UEFA Ligi prvaka protiv kluba Sporting CP koji je poražen 5:1. Time je postao prvi igrač koji je postigao četiri gola u svom debiju u UEFA Ligi prvaka od 1992. kada je Marco van Basten debitirao za Milan. U svojoj idućoj utakmici u tom natjecanju odigranoj 28. rujna protiv Beşiktaşa kojeg je Ajax dobio 2:0, Haller je postigao jedan gol te je time postao prvi igrač u povijesti natjecanja koji je postigao pet golova u svoja prva dva nastupa u tom natjecanju. U svom idućem nastupu u UEFA Ligi prvaka koji se odvio 19. listopada kada je Ajax dobio Borussiju Dortmund 4:0, Haller je postigao jedan gol i dvije asistencije. Dana 21. studenog Haller je postigao dva gola u ligaškoj utakmici odigranoj protiv Waalwijka, koja je završila 0:5. U uzvratnoj utakmici grupne faze UEFA Lige prvaka odigrane 24. studenog protiv Beşiktaşa koji je poražen 1:2, Haller je postigao dva gola te još jedan koji je poništio VAR. Time je postao prvi igrač koji je zabio devet pogodaka u pet uzastopnih utakmica UEFA Lige prvaka. U posljednjoj utakmici grupne faze odigrane 7. prosinca protiv kluba Sporting CP kojeg je Ajax pobijedio rezultatom 4:2, Haller je postigao jedan gol te je time postao drugi igrač u povijesti koji je bio strijelac u svakoj od šest utakmica grupne faze UEFA Lige prvaka (prvi je bio Cristiano Ronaldo u sezoni 2017./18.). Haller je tim pogotkom također oborio rekord za igrača koji je u najkraćem vremenu postigao deset golova. Petnaest dana kasnije, 22. prosinca, Haller je dvaput bio strijelac u ligaškoj utakmici u kojoj je Ajax pobijedio Fortunu Sittard 5:0. U kupu je 9. veljače postigao dva gola protiv Vitessea koji je ispao iz natjecanju izgubivši susret 5:0. Četiri dana kasnije Haller je postigao tri gola i jednu asistenciju protiv Twentea koji je također poražen 5:0. Dana 23. veljače postigao je gol u utakmici UEFA Lige prvake protiv Benfice koja je završila 2:2. Time je postao prvi igrač u povijesti koji je bio strijelac u sedam utakmica za redom u tom natjecanju. Haller je dvaput bio strijelac 6. ožujka kada je Waalwijk u ligaškom susretu poražen 3:2. Pet dana kasnije postigao je jedan gol i asistenciju u ligaškoj utakmici koju je Cambuur izgubio rezultatom 2:3. Postigavši 21 gol u 31 utakmici, Haller je bio najbolji strijelac nizozemske lige.

### Borussia Dortmund
Dana 6. srpnja 2022. Haller je potpisao četverogodišnji ugovor s Borussijom Dortmund za iznos od 31 milijuna eura koji s bonusima može doseći do 34,5 milijuna eura. Od srpnja 2022. do siječnja 2023. je imao rak. Dana 10. siječnja 2023. odigrao je svoju prvu utakmicu nakon osam mjeseci i to prijateljsku protiv Fortune Düsseldorf. Tri dana kasnije postigao je hat-trick u prijateljskoj utakmici protiv Basela koja je završila 6:0. Službeni klupski debi ostvario je 22. siječnja u utakmici Bundeslige u kojoj je Augsburg izgubio 4:3. Prvi službeni pogodak za klub postigao je 4. veljače kada je Borussia Dortmund dobila Freiburg 5:1 u ligi.

## Reprezentativna karijera
Tijekom svoje omladinske karijere nastupao je za sve selekcije Francuske od 16 do 21 godine. Nastupao je na Svjetskom prvenstvu do 17 godina održanom 2011. u Meksiku.
U studenom 2020. Haller je prvi put pozvan u nogometnu reprezentaciju Obale Bjelokosti. Za Obalu Bjelokosti je debitirao 12. studenog u kvalifikacijskoj utakmici za Afrički kup nacija 2021., odigranoj protiv Madagaskara. Haller je postigao gol za konačnih 2:1. S reprezentacijom je osvojio Afrički kup nacija 2023. U finalu je dao pobjednički gol u pobjedi nad Nigerijom za 2:1.

## Priznanja

### Individualna
- Igrač godine Utrechta: 2015.[47]
- Mladi igrač mjeseca Bundeslige: listopad 2017.[48]
- Gol mjeseca FA Premier lige: prosinac 2020.[49]
- Najbolji strijelac Eredivisieja: 2021./22.

### Klupska
Eintracht Frankfurt
- DFB-Pokal: 2017./18.[50]

Ajax
- Eredivisie: 2020./21., 2021./22.[51]
- Nizozemski nogometni kup: 2020./21.[52]

### Reprezentativna
- Afrički kup nacija: 2023.[53]

## Vanjske poveznice
- Profil, Francuski nogometni savez
- Profil, Transfermarkt
- Profil, West Ham United